# Pierre Mankowski
Pierre Mankowski (ur. 5 listopada 1951 w Amiens) – francuski piłkarz i trener piłkarski, z pochodzenia Polak. Od 2000 roku pracuje z reprezentacją Francji jako asystent kolejnych selekcjonerów.